# 梅尔基施布赫霍尔茨
梅尔基施布赫霍尔茨（德語：Märkisch Buchholz，發音：[ˈmɛʁkɪʃ ˈbuːxˌhɔlts] ⓘ）是德国勃兰登堡州达默-施普雷瓦尔德县的城市，面积24.86平方千米，2023年12月31日人口为885人，是勃兰登堡州最小的城市，也是德国第八小的城市。